# Citosol
Citosol ili citoplazmatski matriks (različito od citoplazme) je tekućina koja ispunjava unutrašnjost stanice. Sastoji se od vode u kojoj su otopljene organske molekule i ioni. U eukariota sa staničnim organelima čini citoplazmu.

## Sastav
Citosol je najvećim dijelom voda, otprilike 70%. U vodi su otopljeni razni ioni, od kojih su najzastupljeniji kalij, natrij, klor, kalcij, fosfatni ion, bikarbonat, aminokiseline i magnezij. Uz ione, citosol sadrži razne organske molekule, od kojih je najviše proteina koji čine 20-30% volumena citosola. Ostale organske molekule su ugljikohidrati, nukleinske kiseline i nukleotidi.
U prokariotskim stanicama citosol sadržava genom stanice - nukleoid.

## Funkcija
U citosolu se odvija većina staničnih fukncija ključnih za život. Ona omogućava stanično signaliziranje i prijenos molekula kroz stanicu (hidrofobne molekule se kreću pomoću veznih proteina). Veliki dio metabolizma se odvija u citosolu, uključujući biosintezu proteina i glikolizu.